# Los Mogotes
Los Mogotes är en ort i Mexiko.   Den ligger i kommunen Irimbo och delstaten Michoacán de Ocampo, i den södra delen av landet, 150 km väster om huvudstaden Mexico City. Los Mogotes ligger 2 185 meter över havet och antalet invånare är 161.
Terrängen runt Los Mogotes är huvudsakligen kuperad, men åt nordost är den platt. Runt Los Mogotes är det ganska tätbefolkat, med 124 invånare per kvadratkilometer. Närmaste större samhälle är Ciudad Hidalgo, 11,4 km sydväst om Los Mogotes. I omgivningarna runt Los Mogotes växer huvudsakligen savannskog.